# Стара Дуброва
Стара Дуброва (біл. вёска Старая Дуброва) — село в складі Смолевицького району Мінської області, Білорусь. Село підпорядковане Курганській сільській раді, розташоване в центральній частині області.